# عملية القلعة
عملية القلعةOperation Castle هي سلسلة من الاختبارات النووية عالية الطاقة (ذات الطاقة العالية) التي أجرتها الولايات المتحدة في مارس 1954 وقد تلتها عملية إبريق الشاي.

## نبذة
تم إجراء المشروع المشترك بين لجنة الطاقة الذرية ووزارة الدفاع وكان الهدف النهائي للعملية هو اختبار تصاميم سلاح نووي حراري (أي قنبلة هيدروجينية) يمكن إستخدامها بواسطة الطائرات.
اعتبر المسؤولون الحكوميون «عملية كاستل» ناحجة لأنها أثبتت جدوى تصميم الوقود الجاف «القابل للنشر» للأسلحة النووية الحرارية.
كانت هناك بعض الصعوبات الفنية في بعض الاختبارات حيث أدى أحد الاختبارات على وجه الخصوص قلعة برافو إلى تلوث إشعاعي واسع النطاق للجزر القريبة (بما في ذلك السكان والجنود الأمريكيون المتمركزون هناك) مما أدى إلى وفاة البعض ثم استمرت المشاكل صحية للعديد من الأشخاص المعرضين.

## خلفية
استضافت حلقية بيكيني تجارب نوويةً سابقًا في عام 1946 ضمن عملية تقاطع الطرق حيث فُجر هناك رابع وخامس سلاح نووي على مستوى العالم في بحيرة بيكيني. منذ ذلك الحين، انتقلت التجارب النووية الأمريكية إلى حلقية إنيويتوك للاستفادة من جزرها الأكبر حجمًا وزيادة عمق مياهها عن حلقية بيكيني. كانت كلتا المنطقتين جزءًا ضمن أرضيات الاختبار الأمريكية بالمحيط الهادي.
سببت الطاقة الشديدة للغاية الناتجة عن أسلحة عملية القلعة قلقًا داخل هيئة الطاقة الذرية (إيه إي سي) لاحتمالية تأجيل العمليات الأخرى بسبب التلفيات التي ستصيب البنية التحتية المحدودة المنشأة مسبقًا في إنيويتوك. علاوةً على ذلك، توقع العلماء أن تكون الفوهات الناتجة عن تجارب القلعة مشابهةً لفوهات إيفي مايك، وهو سلاح نووي اختباري وصلت طاقة انفجاره إلى 10.4 ميغاطن تي إن تي، واختُبر في إنيويتوك عام 1952 وترك فوهةً بقطر 1.6 كيلومتر تقريبًا ميزت موقع الجزيرة التي أُزيلت بفعل الانفجار، والتي كانت تسمى إليوغيلاب.
يُعد اختبار إيفي مايك أول «قنبلة هيدروجينية» تنتج انفجارًا نوويًا حراريًا بشكل كامل على مستوى العالم. استخدمت قنبلة إيفي مايك الديوتيريوم السائل، وهو أحد نظائر الهيدروجين، ما جعلها توصف بأنها قنبلة «رطبة». جعلت آليات ديوار المعقدة، اللازمة لتخزين الديوتيريوم السائل في درجات الحرارة شديدة البرودة، القنبلةَ بطول وصل إلى ثلاثة طوابق وبوزن وصل إلى 82 طنًا، ما صعب أن تكون سلاحًا قابلًا للاستخدام بسبب ثقلها وضخامتها الشديدين. بدأت الأبحاث العلمية على استخدام الوقود الجاف في بناء قنابل هيدروجينية أكثر عملية بكميات كبيرة، بعد نجاح اختبار إيفي مايك باعتباره دليلًا على نجاح تصور قنبلة تيلر-أولام. توصل العلماء بعد هذه الأبحاث إلى استخدام ديوتيريد الليثيوم ليكون وقودًا اندماجيًا في تصميم تيلر-أولام للقنبلة الهيدروجينية، ما قلل حجم القنبلة ووزنها بشكل كبير وبسّط تصميمها الكلي. كان هدف عملية القلعة أن تختبر أربعة تصميمات بالوقود الجاف، وقنبلتين رطبتين، وقنبلةً صغيرةً أخرى. صدرت الموافقة على عملية القلعة للوحدة الحربية رقم 7 (جاي تي إف 7) بواسطة اللواء كينيث دي. نيكولز، مدير هيئة الطاقة الذرية، في يوم 21 يناير من عام 1954.

## اقرأ أيضا
- متآصلات البلوتونيوم